# Gummastjärnen
Gummastjärnen är en sjö strax utanför Gummas naturreservat i Älvdalens kommun i Dalarna och ingår i Dalälvens huvudavrinningsområde. Sjöns area är 0,02 kvadratkilometer och den är belägen 495 meter över havet.